# Throw Down Your Arms
Albums de Sinéad O'Connor
Collaborations
(2005) Theology
(2007)
Throw Down Your Arms est le septième album studio de l'autrice-compositrice-interprète irlandaise Sinéad O'Connor. Il est sorti en 2005 sur le label Chocolate and Vanilla.
C'est un album de reprises de morceaux de roots reggae enregistré à Kingston, en Jamaïque, et produit par Sly and Robbie. Il existe une version 2 CD qui inclut des versions dub des différentes chansons.

## Fiche technique

### Chansons
| No  | Titre                | Durée |
| --- | -------------------- | ----- |
| 1.  | Jah Nuh Dead         | 3:20  |
| 2.  | Marcus Garvey        | 3:28  |
| 3.  | Door Peep            | 3:22  |
| 4.  | He Prayed            | 3:27  |
| 5.  | Y Mas Gan            | 3:49  |
| 6.  | Curly Locks          | 4:22  |
| 7.  | Vampire              | 4:02  |
| 8.  | Prophet Has Arise    | 4:26  |
| 9.  | Downpressor Man      | 5:08  |
| 10. | Throw Down Your Arms | 4:02  |
| 11. | Untold Stories       | 3:40  |
| 12. | War                  | 4:04  |

### Musiciens
- Sinéad O'Connor : chant
- Sly Dunbar : batterie
- Robbie Shakespeare : basse
- Mikey Chung (en) : guitare solo
- Dalton Brownie : guitare rythmique
- Glen Brownie : guitare acoustique
- Robbie Lyn : claviers, orgue Hammond
- Carol McLaughlin, Steven Marsden : piano
- Uziah Thompson : percussions
- Dean Fraser (en) : saxophone
- David Madden : trompette
- Pam Hall (en), Keisha Patterson, Katrina Harley : chœur